# Поплавский, Станислав Гилярович
Станисла́в Гиля́рович Попла́вский (пол. Stanisław Popławski; 9 (22) апреля 1902, Вендичаны, Подольская губерния, Российская империя — 9 августа 1973, Москва, СССР) — советский и польский военачальник, генерал армии СССР (1955), генерал армии Польши (1955). Герой Советского Союза (29 мая 1945).

## Биография

### Ранний период
Станислав родился 9 (22) апреля 1902 года в селе Вендичаны Могилёвского уезда Подольской губернии Российской империи в многодетной (8 детей) семье польского крестьянина-батрака. Через несколько лет семья перебралась в Липовецкий уезд Киевской губернии. Сам был вынужден рано начать батрачить, посещать школу не имел возможности, поэтому до 18 лет был совсем неграмотным, а получил начальное образование только после Гражданской войны в народной школе.
В мае 1923 года был призван в Красную армию. Служил в звании красноармейца 130-го территориального стрелкового полка Украинского военного округа. С октября 1924 года служил в 295-м стрелковом полку: курсант полковой школы, старшина роты. В 1927 году по личному желанию направлен учиться в военную школу. В 1928 году вступил в ВКП(б).
В 1930 году С. Поплавский окончил Военную школу червонных старшин имени ВУЦИК (Харьков). С апреля 1930 года командовал взводом 137-го стрелкового полка 46-й стрелковой дивизии Украинского ВО. С ноября 1931 года Поплавский был командиром учебного взвода, помощником командира роты, а с 1933 по 1935 год — командиром роты Харьковской военной школы Червонных старшин.
С мая 1935 по 1938 год С. Г. Поплавский учился в Военной академии РККА имени М. В. Фрунзе, по окончании которой он был оставлен на преподавательской работе, в качестве инструктора по военной тактике. В феврале 1939 года по ложному обвинению Поплавский был освобождён от занимаемой должности и назначен директором свиноводческого совхоза «Культура» в Тульской области. По другим данным, с июня 1938 по январь 1939 года находился в запасе, однако как вольнонаемный работал ассистентом кафедры общей тактики в академии, а с января 1939 года, будучи восстановлен в РККА, служил младшим преподавателем этой кафедры и кафедры иностранных языков. В июле 1940 года Поплавский назначен начальником оперативного отделения штаба 162-й стрелковой дивизии Белорусского Особого военного округа.

### В годы Великой Отечественной войны
В Великой Отечественной войне Станислав Гилярович участвовал с первых дней. Начал войну в той же должности на Западном фронте, с июля по сентябрь 1941 года командовал 720-м стрелковым полком этой дивизии. Участвовал в Белостокско-Минском и Смоленском сражениях. В начале битвы за Москву, в ходе Вяземской оборонительной операции попал с полком в окружение, но через несколько дней, 6 октября, с боем прорвал кольцо окружения и вывел свой полк и несколько других частей 19-й армии. За отличия в летне-осенних боях 1941 года награждён своим первым орденом — это был орден Красного Знамени.
Отличившийся в тяжелейшей обстановке майор Поплавский сразу был назначен с повышением начальником штаба 363-й стрелковой дивизии, спешно формировавшейся в Уральском военном округе, а уже в декабре вступившей в бой в составе 30-й армии Калининского фронта. Участвовал в Клинско-Солнечногорской наступательной операции. С января 1942 года — командир 185-й стрелковой дивизии, которая наступала в Ржевско-Вяземской операции в 29-й армии Калининского фронта, но вырвалась вперёд и попала в окружение. Месяц находился со своими частями в условиях полного окружения при снабжении по воздуху, но сумел организовать активную оборону с использованием условий местности, предотвратил разгром дивизии и в конце февраля 1942 года она успешно прорвалась через линию фронта на соединение с главными силами армии.
С мая 1942 года — командир 256-й стрелковой дивизии 39-й армии Калининского фронта, с 16 по 29 июня был начальником штаба тыла этой армии, а затем назначен командиром 220-й стрелковой дивизии на Калининском и Западном фронтах. В ходе Ржевско-Вяземской наступательной операции в марте 1943 года дивизия с боями прошла свыше 170 километров и с ходу форсировала 6 рек, не дав немецким войскам закрепиться по их рубежам.
С июня 1943 по сентябрь 1944 года командовал 45-м стрелковым корпусом 5-й армии на Западном, 1-м Белорусском и 3-м Белорусском фронтах. Во главе корпуса участвовал в Смоленской и Белорусской наступательных операциях.
В сентябре 1944 года С. Г. Поплавский, после присвоения звания генерал-майора, был направлен в Войско Польское, находившееся в составе войск 1-го Белорусского фронта. С 26 сентября по 19 декабря 1944 года он командовал 2-й армией Войска Польского, а затем, до 10 сентября 1945 года — 1-й армией Войска Польского. Во главе польских армий сражался в Висло-Одерской, Восточно-Померанской и Берлинской операциях. Он проявил высокие организаторские способности при планировании боевых действий и управлении войсками; был четырежды ранен. Генерал С. Г. Поплавский 15 раз отмечался в приказах Верховного Главнокомандующего И. В. Сталина. За умелое управление войсками при прорыве обороны противника на реке Одер и в боях за Берлин 29 мая 1945 года генерал-лейтенанту Поплавскому было присвоено звание Героя Советского Союза.

### Послевоенные годы

Могила С. Г. Поплавского на Новодевичьем кладбище.

После войны Станислав Гилярович остался служить в Войске Польском. Командовал польской группой войск в оккупированной Германии. С сентября 1945  года — командующий войсками Силезского военного округа, с 22 ноября 1947 года — Главнокомандующий сухопутными войсками Польши, с апреля 1949 года — второй заместитель министра национальной обороны Польши (министром был Маршал Польши Константин Рокоссовский), с 21 марта 1950 года — Главный инспектор боевой подготовки Вооружённых Сил Польши — заместитель министра национальной обороны Польши. С 1947 по 1956 год он был депутатом Польского Сейма, с 1949 по 1956 год — членом Центрального Комитета Польской объединённой рабочей партии. По утверждению польских авторов, в июне 1956 года командовал армией во время подавления социальных протестов (Познанского июня): будучи заместителем министра обороны Польской Народной Республики, лично приехал в Познань. В ходе протестов погибло от 53 до 80 человек. По этой причине Институт национальной памяти в Польше включил Станислава Поплавского в процесс декоммунизации.
В декабре 1956 года С. Г. Поплавский возвратился в СССР, где был назначен на должность 1-го заместителя главного инспектора Министерства обороны СССР. С апреля 1958 года — военный инспектор-советник Группы генеральных инспекторов Министерства обороны СССР.
Умер 10 августа 1973 года в Москве, похоронен на Новодевичьем кладбище.
Жена — Майя, дочь — Изабель.

## Сочинения
С. Г. Поплавский — автор нескольких произведений мемуаров:
- Поплавский С. Г. Товарищи в борьбе. — М.: Воениздат, 1963. — 262 с.[12][13].
- Поплавский С. Г. Боевые действия народного Войска Польского. 1943-1945 гг. / Под ред. и с предисл. Героя Советского Союза ген. армии С. Г. Поплавского. — Москва: Воениздат, 1961. — 360 с.
- Поплавский С. Г. От Варшавы до Берлина (воспоминания командующего 1-й армией Войска Польского). // Военно-исторический журнал. — 1959. — № 9. — С. 54—69.
- Stanisław Popławski. Wybrane operacje i walki ludowego Wojska Polskiego. — Warszawa, Wyd. Mon, 1957.

## Вклад в филателию
С. Г. Поплавский был почётным членом Всесоюзного общества филателистов (ВОФ), принимал активное участие в его работе. Он разрабатывал тему истории Вооружённых Сил СССР, был одним из инициаторов создания клуба филателистов при Центральном Доме Советской Армии, в начале 1970-х годов являлся почётным председателем этого клуба. С. Г. Поплавский неоднократно был председателем жюри Всесоюзных филателистических юношеских конкурсов. Был делегатом I и II съездов ВОФ.

## Награды
С. Г. Поплавский награждён свыше 40 орденами и медалями нескольких государств:

 Советские:
- Герой Советского Союза (29 мая 1945)
- три ордена Ленина (20.04.1942, 30.04.1945, 29.05.1945);
- орден Октябрьской Революции (22.02.1968)
- четыре ордена Красного Знамени (09.08.1941, 30.01.1943, 03.11.1944, 13.06.1952);
- орден Суворова I степени (06.04.1945);
- орден Суворова II степени (28.09.1943);
- орден Кутузова II степени (09.04.1943);
- орден Богдана Хмельницкого II степени (04.07.1944);
- Орден Красной Звезды (22.02.1961).

 Польские:
- ордена Возрождения Польши I, II и III (3.01.1945) степеней (Кавалер Большого креста, Командор со звездой и Командор)
- два ордена «Знамя Труда» I степени (19.02.1968)
- орден «За воинскую доблесть» II степени (Командор, 11.05.1945)
- орден «Крест Грюнвальда» II степени (29.03.1945)
- два Золотых креста Заслуги
- крест Силезского восстания
- медали Польши

 США:
- крест «За выдающиеся заслуги» (23.06.1943)
- орден «Легион почёта» степени главнокомандующего

 Чехословацкие:
- орден Белого льва «За Победу» Звезда I степени
- Чехословацкий военный орден «За Свободу» I степени

 Югославские:
- орден Партизанской звезды I степени
- орден «За храбрость»

 МНР:
- Медаль «30 лет Халхин-Гольской Победы» (1969)
- Медаль «50 лет Монгольской Народной Армии» (15.03.1971)
- Медаль «50 лет Монгольской Народной Революции» (16.12.1971)

## Воинские звания
СССР
- капитан (1935)
- майор (1938)
- подполковник (ноябрь 1941)
- полковник (февраль 1942)
- генерал-майор (14.02.1943)
- генерал-полковник (11.07.1946)
- генерал армии (12.08.1955)

Польша
- генерал дивизии (3.12.1944)
- генерал брони (11.05.1945)
- генерал армии (12.08.1955)

## Память
- Имя Станислава Гиляровича Поплавского было присвоено кораблю Торгового флота Польши.
- Мемориальная доска в память о С. Г. Поплавском установлена в городе Харькове (Украина).
- Памятник С. Г. Поплавскому установлен в посёлке Вендичаны (Украина).